# India en los Juegos Olímpicos de Albertville 1992
India estuvo representada en los Juegos Olímpicos de Albertville 1992 por dos deportistas masculinos que compitieron en esquí alpino.
El equipo olímpico indio no obtuvo ninguna medalla en estos Juegos.